# RabRadio
RabRadio was een radioprogramma van de KRO-NCRV dat werd uitgezonden op NPO 3FM. De presentatie was in handen van Paul Rabbering. De eerste uitzending vond plaats op maandag 6 september 2004. Op vrijdag 11 november 2016 werd het programma voor het laatst uitgezonden. Paul had besloten om over te stappen naar NPO Radio 2, om in het weekeinde het tijdslot van 14:00 tot 16:00 uur op zich te nemen. Daarna presenteerde Paul vanaf 2 juli 2018 het avondprogramma Rabbering Laat van maandag tot en met donderdag tussen 22.00 en 00.00 uur.
Er werden in RabRadio voornamelijk pop, rock en nieuwe liedjes gedraaid. Het programma kwam in de plaats van JaCobus, gepresenteerd door Cobus Bosscha. Deze moest in augustus 2004 gedwongen vertrekken van 3FM zendercoördinator Florent Luyckx, omdat hij niet goed paste in het jonge profiel van de radiozender.
Bij afwezigheid van Paul was Wijnand Speelman de vaste vervanger. Ook Barend van Deelen heeft Paul regelmatig vervangen.
Tot augustus 2010 werd het programma ook op vrijdag uitgezonden. Na het vertrek van Rob Stenders naar NPO Radio 2 in augustus 2015, was het programma ook weer op vrijdag te horen.